# Histriobdellidae
Famille
Les Histriobdellidae sont une famille d'annélides polychètes.

## Systématique
La famille des Histriobdellidae a été créée en 1884 par Carl Friedrich Wilhelm Claus (1835-1899) et Gaston Moquin-Tandon (d) (1845-1929),.
L’ITIS attribue cette famille à Vaillant (1834-1914) en 1890.

## Liste des genres
Selon World Register of Marine Species (27 mai 2022)
- genre Histriobdella Van Beneden, 1858
- genre Histriodrilus Foettinger, 1884
- genre Steineridrilus Zhang, 2014

## Publication originale
- C. Claus, G. Moquin-Tandon, Traité de zoologie (publication), Inconnu, Paris, 1884, [lire en ligne].